# ヨビビット
ヨビビット(yotta binary digit,Yibit,Yib)は情報の大きさや記憶装置の容量を表す単位である。Yibit、Yibと略記される。
- 1 yobibit = 280 bits = 1,024 exbibits =  1,208,925,819, 614,629,174,706,176bits

2進接頭辞のヨビを使っており、280を示す。
8ヨビビットが1ヨビバイトと同じである。また、8ヨビバイトは1ヨビオクテットである。